# Daniel Abrams
Daniel Abrams (* 1931 in Cleveland, Ohio, Vereinigte Staaten) ist ein US-amerikanischer Pianist und Komponist.

## Leben
Daniel Abrams erlernte schon früh das Klavierspiel. Seine formelle Klavierausbildung begann er 1939 am Cleveland Institute of Music. Es folgten Studien am Juilliard College in New York und der Mannes Music School. Stipendien des Fulbright-Programms ermöglichten ihm, an der Royal Academy of Music in London Komposition und Klavier zu studieren. Nadia Boulanger, Darius Milhaud, Lennox Berkeley, Howard Ferguson und Felix Salzer waren seine Kompositionslehrer,  Isabelle Vengerova, Louis Persinger und Harold Craxton seine Klavierdozenten. Während seiner Zeit in London spielte er 12 Klaviersonaten von Ludwig van Beethoven für Whitehall Records ein. Zum Abschluss seines Europaaufenthaltes begab er sich auf eine erfolgreiche Konzerttournee quer durch den Kontinent. 1957 erfolgte sein Debüt in der Town Hall in New York. Weitere Soloklavierabende folgten zunächst in New York in der Carnegie Hall, dem Lincoln Center, dem Metropolitan Museum of Art, der Alice Tully Hall und dem 92nd Street ”Y“. Er führt alle Klaviersonaten von Wolfgang Amadeus Mozart in New York City, Baltimore und Woodstock auf, die fünf Klavierkonzerte von Ludwig van Beethoven gab er mit dem Baltimore Symphony Orchestra. In dieser Zeit war er auch ein beliebter Gast in Fernsehshows, wie The Today Show, the Mike Wallace Show und bei Joe Franklin und Pegeen Fitzgerald. Weitere Tourneen führten ihn durch die Vereinigten Staaten, Kanada, Europa und Südamerika. Er spielte selten aufgeführte Werke wie die Klavierkonzerte von Paisiello und die Klaviersonaten von Thomas Aarne. Das London Chamber Orchestra und das Cleveland Orchestra zählen zu den Klangkörpern, mit denen er als Solist zusammenarbeitete.
1962 wurde er zum Assistant Professor für Musik am Goucher College in Towson in Maryland ernannt. Er gründete und leitete das Goucher Symphony Orchestra. 1969 wurde er dort Associate Professor. Daneben unterrichtete er an der Johns Hopkins University. Er gab Kurse in Musikgeschichte, Musiktheater und Geschichte des Jazz. Er gab internationale Meisterkurse unter anderem  2009 in Utrecht. 2001 unternahm er mit seiner Frau Sonia ein 104 Tage dauernde Weltreise auf der Queen Elizabeth 2, während dieser Zeit komponierte er das Musical The Black Pearl, das am Ende an Bord des Schiffes mit der bordeigenen Theaterkompanie aufgeführt wurde.

## Werke (Auswahl)
Daniel Abrams schrieb als Komponist Chor-, Klavier-, Kammer- und Orchestermusik. für das Musiktheater schrieb er Musicals und Opern. Er veröffentlichte mehrere musikalische Unterrichtswerke wie
Die University Libraries der University of Maryland besitzt in ihrem Bestand die International Piano Archives at Maryland. Diese enthalten die Daniel Abrams Collection mit dessen Werken und Dokumenten zu seiner Biographie.

### Oper
- Satan in Salem

### Oratorium
- The St Mark Passion

### Kantate
- Woman at the cross

### Musicals
- Ride a rainbow
- The black Pearl
- The holistic hooker
- The Whisky Isle
- Mallory Square
- Another Lifetime
- Madam President
- The first four years are the hardest
- J&B

### Klavierwerke
- Fantasie Variations on Tristan und Isolde by Wagner
- Musical Portraits from Wagner's "Ring"
- Fantasia on Der Freischutz by Weber
- Variations on Florestan's aria from Fidelio by Beethoven
- Variations on Quando Rapito In Estasi from Lucia Di Lammermoor by Donizetti
- Variations on Voi, Che Sapete from The Marriage of Figaro by Mozart
- Chaconne on Dido’s Lament

### Weitere Instrumentalwerke
- Trompetenkonzert
- Streichquartett

### Unterrichtswerke
- Practice Techniques for All Musicians
- Put Your Hands on the Piano and Play!
- Play Your Favorite Piano Classics
- Practicing & Performing - A Pianist's Guide
- Understanding the Language of Music.

## Einspielungen
- Fantasie Variations on Tales of Love, publiziert bei Tristan Music
- Opera for Piano